# Toresunds distrikt
Toresunds distrikt är ett distrikt i Strängnäs kommun och Södermanlands län. 
Distriktet ligger öster om Strängnäs och norr om Mariefred och omfattar bland annat södra Stallarholmen.

## Tidigare administrativ tillhörighet
Distriktet inrättades 2016 och utgörs av socknen Toresund i Strängnäs kommun.
Området motsvarar den omfattning Toresunds församling hade vid årsskiftet 1999/2000.